# ブラックエンペラー
ブラックエンペラーは、1960年代末頃から1992年にかけて存在した日本の暴走族。本間優二、蛯澤賢治、イカンガー岩崎（岩崎隆史）、金崎浩之、宇梶剛士、松嶋クロスなどが所属していた。

## 来歴
結成後、暴走族最盛期の1970年代を迎え、『マッドスペシャル』、『上町小次郎』、および『鬼面党』などのグループとともに暴走族の連合体『関東連合』を組成。1970年代末にはメンバー数が2,000人を超える大規模な暴走族になり、総本部を国立市から新宿区へ移行。
1976年、ドキュメンタリー映画『ゴッド・スピード・ユー! BLACK EMPEROR』が制作され、知名度が上がると、東京都内をはじめとして、千葉県、神奈川県、茨城県などの関東地域や、遠く静岡県、愛知県に勢力を拡大した。中でも千葉県においては茂原市で1960年代のカミナリ族の時代から1998年にかけて『赫夜姫』（かぐやひめ）と名乗っていた既存のグループと合併し、ブラックエンペラー赫夜姫（ブラックエンペラーかぐやひめ）として千葉県内の勢力を拡大し、全国区の知名度を誇った。
1977年11月にはメンバーのうち約500名が指定団体とされ、取り締まりが強化され、23名が凶器準備集合、暴力行為の容疑で検挙された。1978年8月26日夜から翌朝にかけて世田谷区で58名が道路交通法および道路運送車両法違反の容疑で検挙された。1979年5月27日未明には、杉並区で公務執行妨害および道路交通法に関わる事件を起こし、後に43名が摘発されている。
1982年にはドキュメンタリー映画『俺たちの生きた時間』が制作された。当時はツッパリブームもあり、この映画は一般劇場でも上映された。その頃には世田谷区の下北沢が総本部となっていたが、時代の流れとともに衰退、1992年、25代目総長の時期をもって総本部は解散している。
しかし1990年代後半、のちに六本木クラブ襲撃事件の主犯格となる総長や松嶋クロスなどが「第22代永福町ブラックエンペラー」を勝手に名乗り再結成。他の暴走族や当時流行したチーマーと抗争状態となり、チーマー・ブームの衰退もあり勝利。この世代のメンバーの一部はのちに半グレとして知られる存在となる。
1998年に約90人が七夕集会での一斉摘発、翌1999年の初日の出暴走での富士五湖摘発で現役世代は全員逮捕され、20代目を最後に活動を停止している。

## 歴代総長
初期の歴代総長メンバーは、次の通りである。
- 初代総長/創始者 泉輝雄
- 二代目総長 瓜田吉寿(うりた･よしはる)/遠藤吉寿 - 著書『暴走族の手記 俺たちには土曜しかない』。瓜田純士の父。
- 三代目総長 本間優二
- 四代目総長 阿部
- 五代目総長 イカンガー岩崎隆史 - 著作『塀の中の懲りない少年達』、『クレージーボーイズ』。
- 六代目総長 蛯澤賢治 - 通称エビケン。
- 七代目総長 宇梶剛士

- 創始者 谷田部
- 初代 レディース総長 山田加奈

## 登場作品
映画
- ゴッド・スピード・ユー! BLACK EMPEROR - 柳町光男によるブラックエンペラー新宿総本部（当時）のドキュメンタリー映画。
- 俺たちの生きた時間 - 1982年に一般公開された千葉ブラックエンペラー、茂原ブラックエンペラー赫夜姫のドキュメンタリー映画。
- 実録・暴走族 BLACK EMPEROR - 2004年製作。監督:大月栄治。脚本:大月栄治、遠藤夏輝。出演者:岡崎礼、猪瀬孔明、[笠井秀晃、鈴木淳至、雨宮宏樹、田代まさし。ナレーター:宇梶剛士。監修:蝦澤賢治(6代目総長)。

漫画
- ドルフィン - 原作：岩橋健一郎、作画：所十三。作中では「ブラッドエンペラー（流血皇帝）」名義で登場する。
- 『たいまんぶるうす3 ブラックエンペラー編 上（芸文社）』、『たいまんぶるうす4 ブラックエンペラー編 下（芸文社）』（1987年）

音楽
- カナダのポストロック・バンド、ゴッドスピード・ユー!・ブラック・エンペラーの名前の由来は、ドキュメンタリー映画『ゴッド・スピード・ユー! BLACK EMPEROR』1976年